# Tom Xiong
Tom Xiong född 19 oktober 1986 är en entreprenör och startupgrundare som föddes i Kina men kom till Sverige tillsammans med sina föräldrar när han var sex år gammal.
Tom Xiong var tidigare VD för Schibsted-bolaget Tv.nu. Han lämnade företaget för att satsa på en egen startupkarriär i Shanghai. I dag driver han träningsbolaget Move Shanghai i Kina. Xiong driver även, tillsammans med Jacob Lovén, podradion Den digitala draken, om digitala fenomen i Kina. Xiong var sommarpratare i Sveriges Radio P1 2018.
Under 2018 har han återkommande medverkat som kännare av mediemarknaden i Kina i SvT:s Fönster mot medievärlden.